# Cappella della Madonna Addolorata
La cappella della Madonna Addolorata è un edificio religioso barocco che si trova a Soazza.
Edificio barocco, è dotato di volta a crociera e con una terminazione di forma poligonale. L'edificio, dotato di un portico tuscanico, assunse il suo aspetto attuale nel 1751, ma subì pesanti interventi nel 1896 e un restauro negli anni novanta del XX secolo. La volta è decorata con stucchi ed Episodi della vita di Maria e Giuseppe (1751), mentre gli interni ospitano i Dolori di Maria Vergine dello stesso anno un San Giulio (1756) e una Via Crucis settecentesca, una nicchia che sovrasta l'altare del coro conserva una Madonna Addolorata e nella mensa vi è un Cristo nel sepolcro. Caratteristici l'architettura del punto di incontro fra navata, coro e sagrestia, sormontata da una torretta suddivisa da paraste la cui datazione al 1769 è incerta, e i pilastri sagomati che si trovano agli angoli.